# Абдураїмов Айдер Бахтіярович
Айдер Бахтіярович Абдураімов (нар. 18 січня 2004, Мелітополь, Запорізька область) — український боксер напівлегкої ваги-любитель. Чемпіон України з боксу серед дорослих (2023), дворазовий чемпіон Європи серед молоді (2021), (2022), чемпіон та призер міжнародних боксерських змагань, учасник Олімпійських ігор в Парижі (2024), бронзовий призер чемпіонату Азії серед дорослих (2024). Майстер спорту України міжнародного класу. Був визнаний найкращим боксером серед еліти за версією UBF 2024.

## Спортивна кар'єра
У 2021 році став чемпіоном Європи серед молоді у ваговій категорії до 54 кг, а у 2022 році повторив цей результат, але у ваговій категорії до 57 кг. На чемпіонаті світу серед молоді поступився у чвертьфіналі Корнеліо Філіппсу.
На чемпіонаті України з боксу 2023 року у Львові виборов золоту медаль у ваговій категорії до 57 кг, перемігши у фіналі змагань Олега Чулячеєва.
У травні 2024 року спортсмен поїхав на другий світовий кваліфікаційний турнір на Олімпійські ігри. У першому поєдинку впевнено здолав срібного олімпійського медаліста Йоеля Фіноля з Венесуели. Потім переміг Мвенго Мвале із Замбії, Асрора Вохідова з Таджикистану та Дениса Бріла з Німеччини. У поєдинку за олімпійську ліцензію переміг бронзового призера чемпіонату світу, Мунарбека Сейтбека Уулу з Киргизстану. На Олімпіаді-2024 відбувся боксерський поєдинок у ваговій категорії до 57 кг за участю українця Айдера Абдураїмова. 20-річний спортсмен вийшов у ринг проти болгарина Хав'єра Ібаньєса Діаса. Бій завершився перемогою Ібаньєса Діаса, якому судді віддали перевагу у всіх трьох раундах.

У грудні 2024 року став бронзовим призером Чемпіонату Азії, який проходив в Таїланді.
- Абдураїмов Айдер Бахтіярович(англ.) — статистика професійних боїв на сайті BoxRec

|  | Це незавершена стаття про українського боксера чи боксерку. Ви можете допомогти проєкту, виправивши або дописавши її. |